# Schandmaske

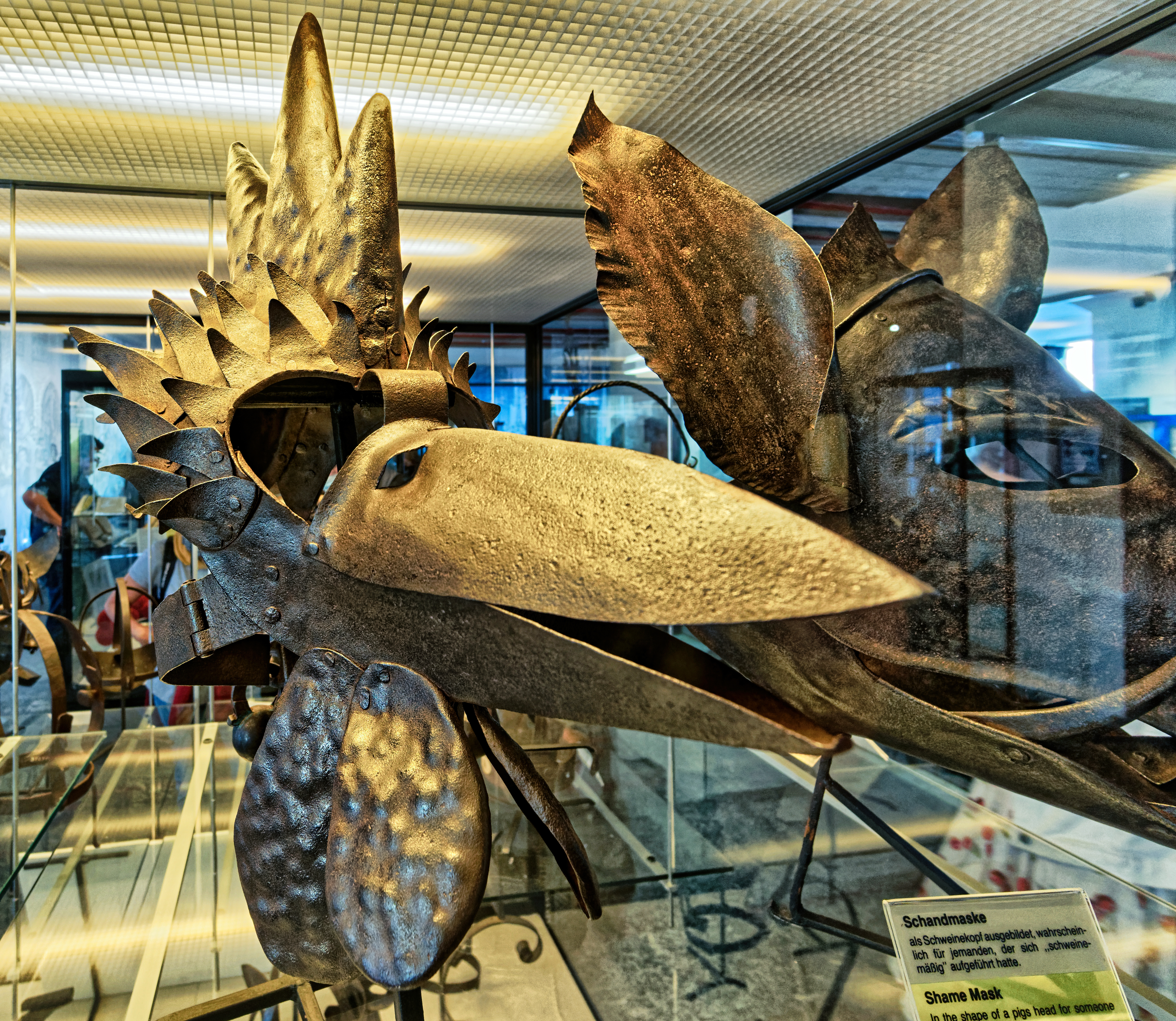
Schandmaske im Mittelalterlichen Kriminalmuseum Rothenburg ob der Tauber.

Schandmasken waren im 17. Jahrhundert Instrumente zur Durchführung der Ehrenstrafe. Dem Verurteilten wurde eine Maske aufgesetzt, die er einen oder mehrere Tage tragen musste. Meist waren diese Masken aus Metall gefertigt und hatten das Aussehen eines abstrakten Tierkopfes mit spezifischen Merkmalen für das begangene Vergehen. So standen z. B. große Ohren an der Maske für eine Person, die lauscht, oder eine heraushängende Zunge für Geschwätzigkeit.
Die Schandmaske gehörte zu den Ehrenstrafen und wurde dem Verurteilten bei kleineren Vergehen angelegt, um ihn der Lächerlichkeit preiszugeben. Meist stand der Verurteilte am Pranger mit einem Schild um den Hals, auf dem seine Straftat stand. So konnte jeder Bürger, der am Pranger vorbeikam, die Person verspotten.
Die Schandmaske ist weiter der Titel eines Buchs von Minette Walters.

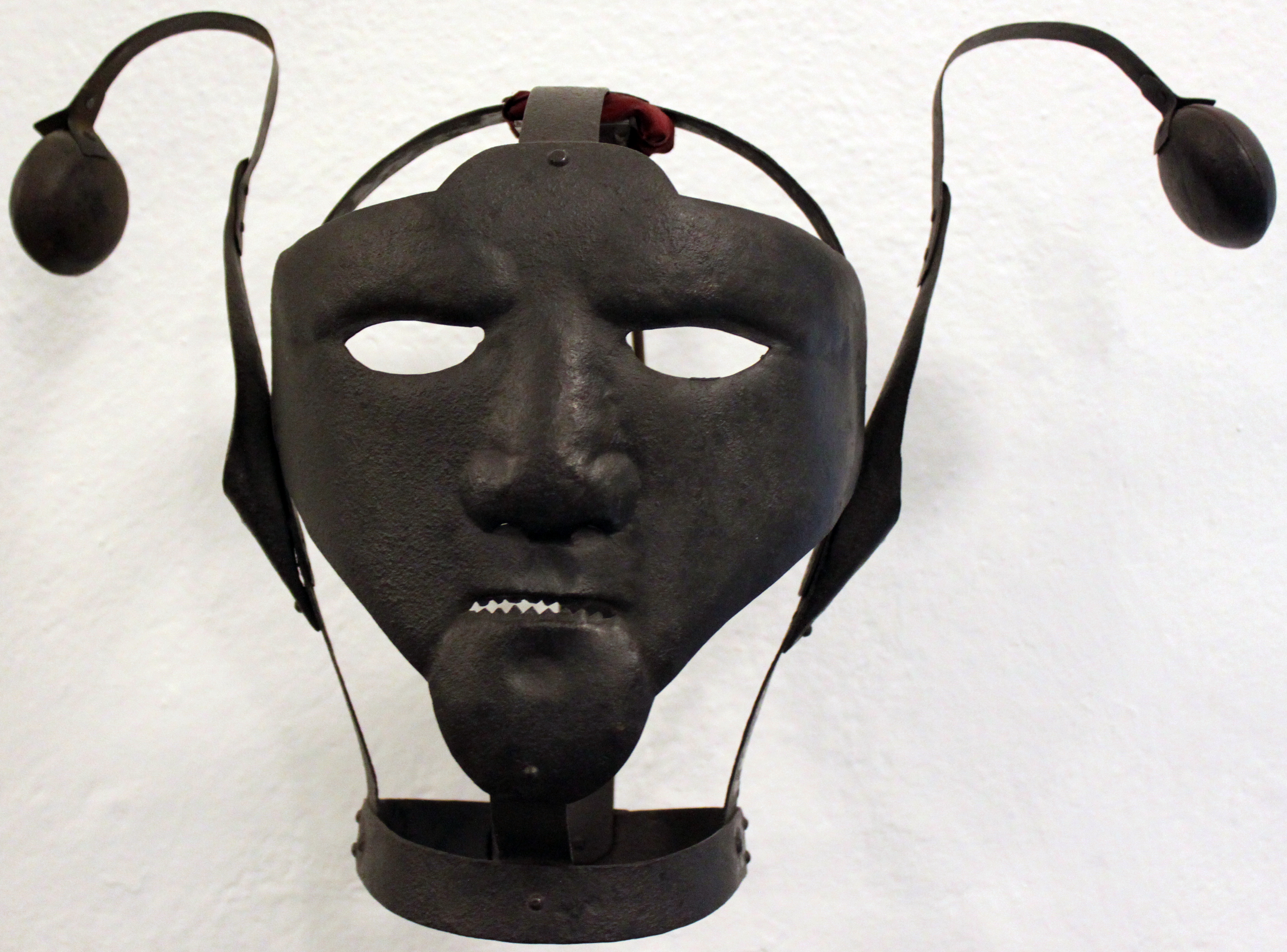
Schandmaske, 18. Jh., Märkisches Museum Berlin
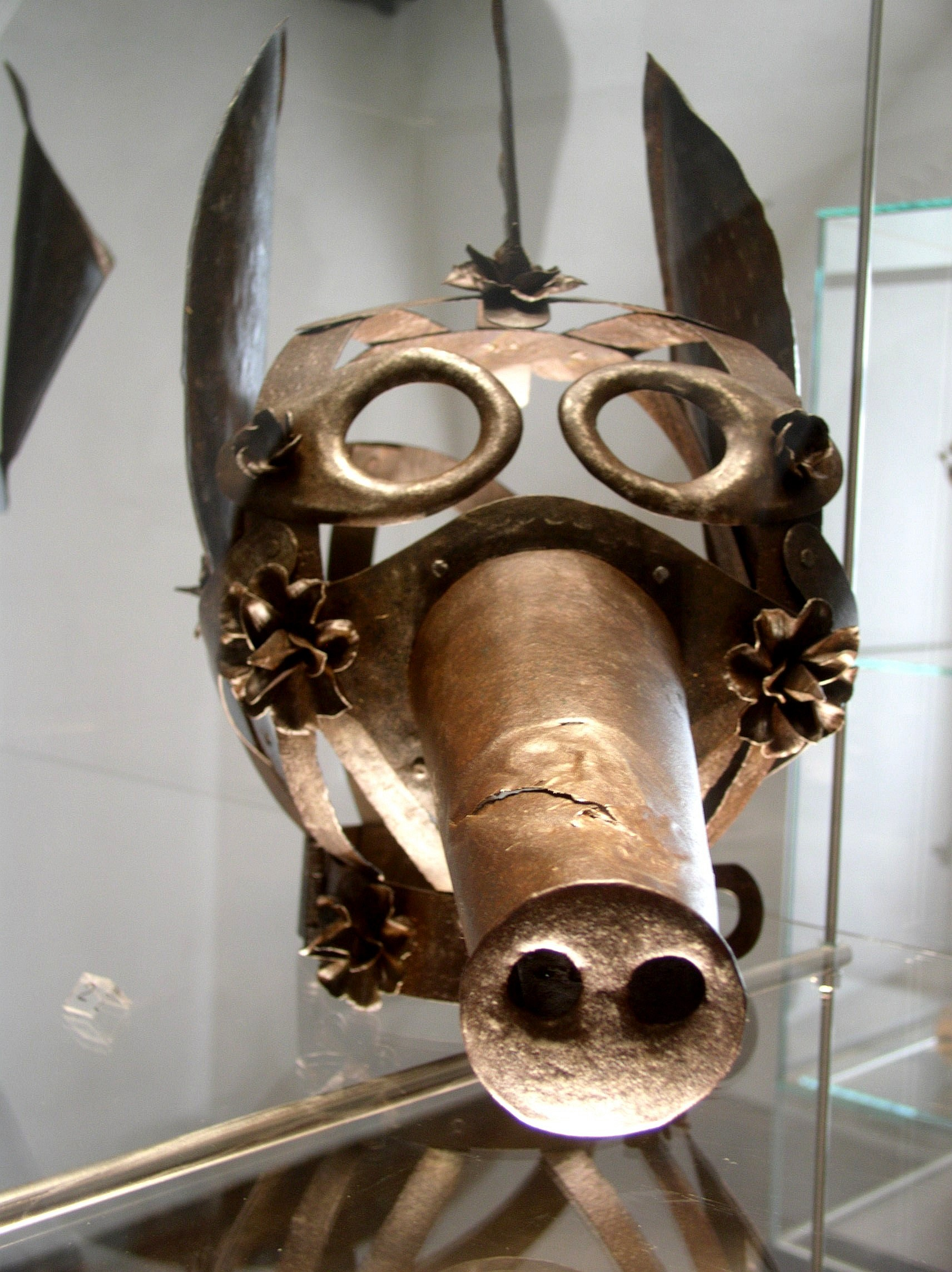
Mittelalterliche Schandmaske im Museum der Festung Salzburg
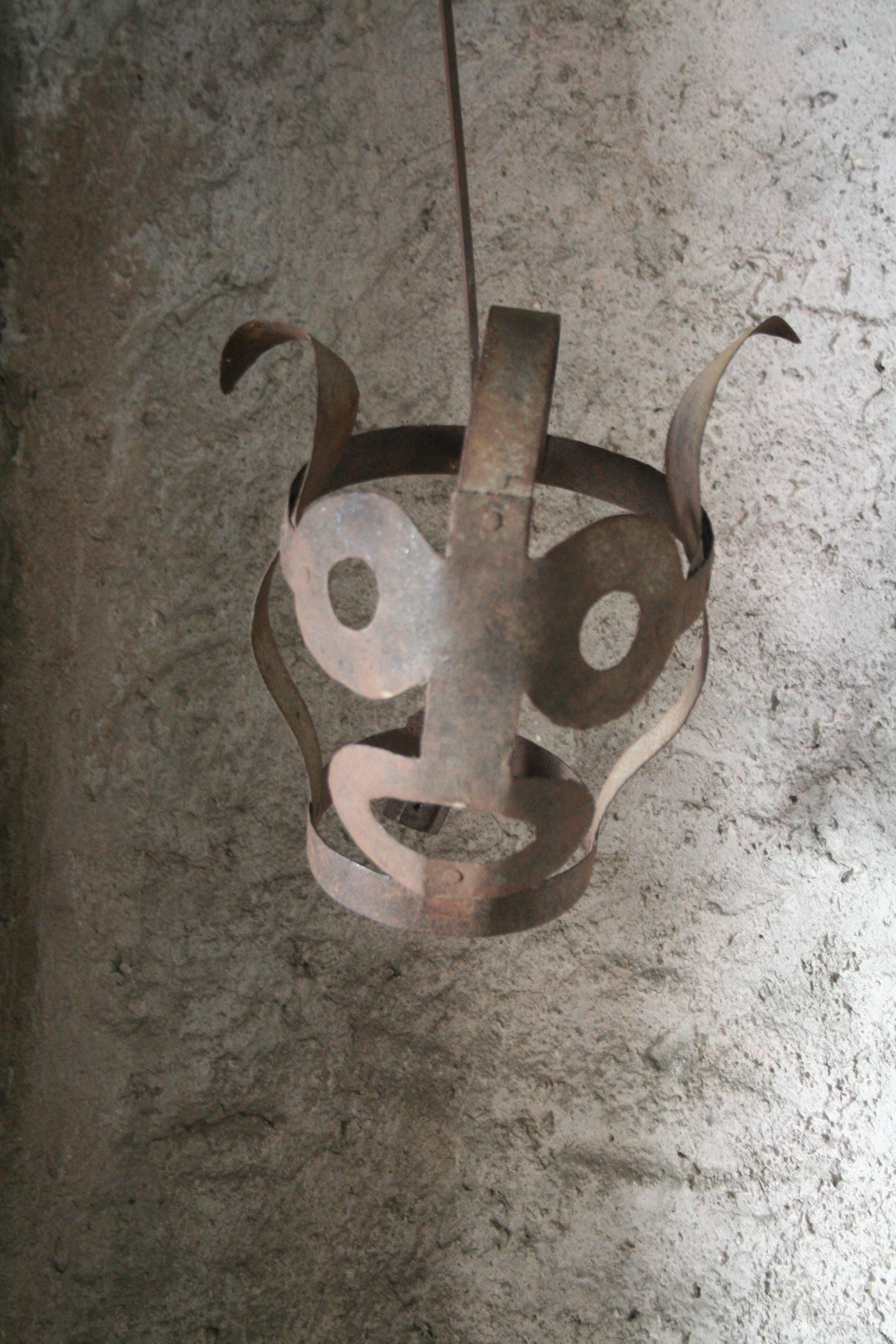
Schandmasken im Senvelenturm …
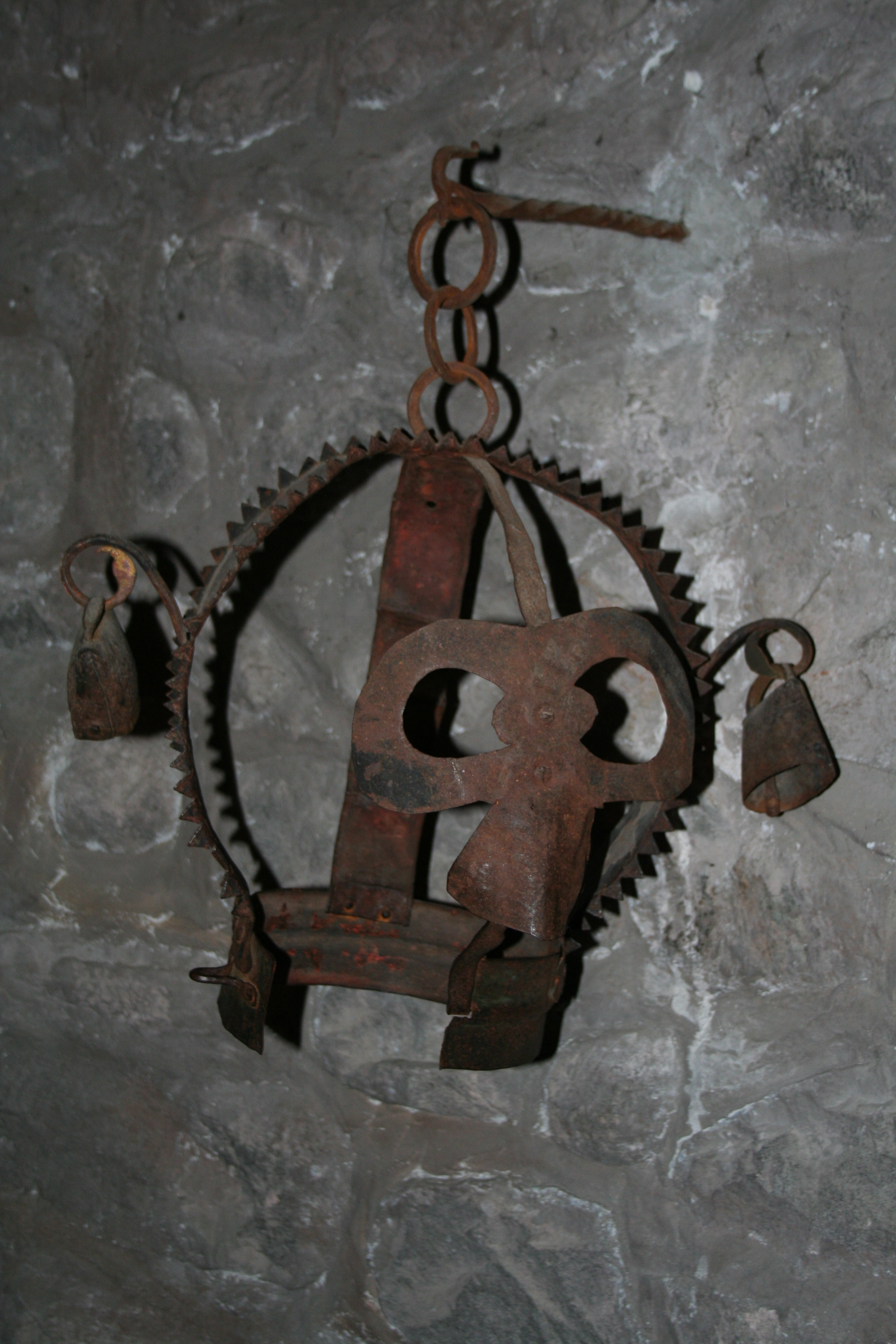
… in Vicosoprano
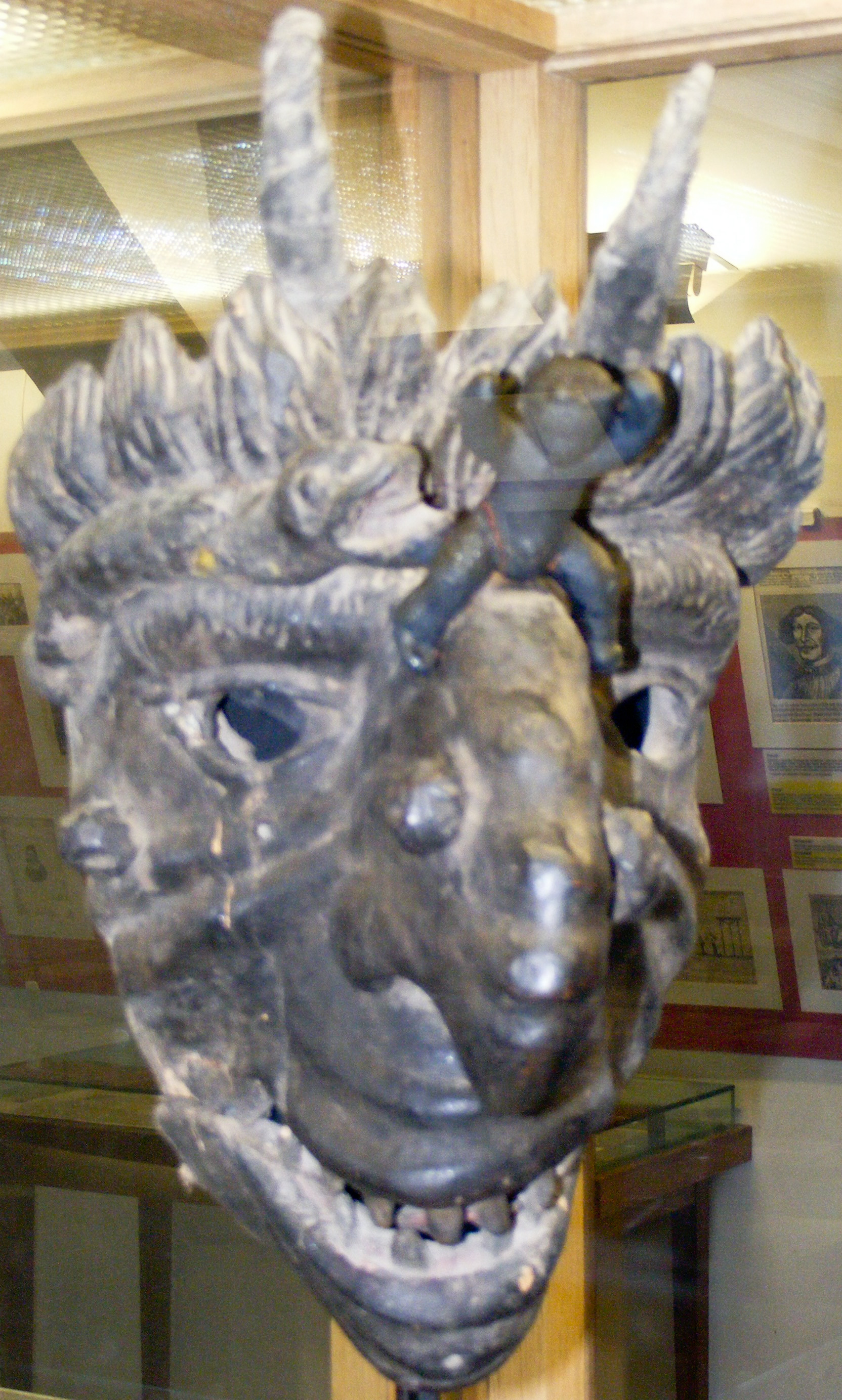
Schandmaske für böse Männer
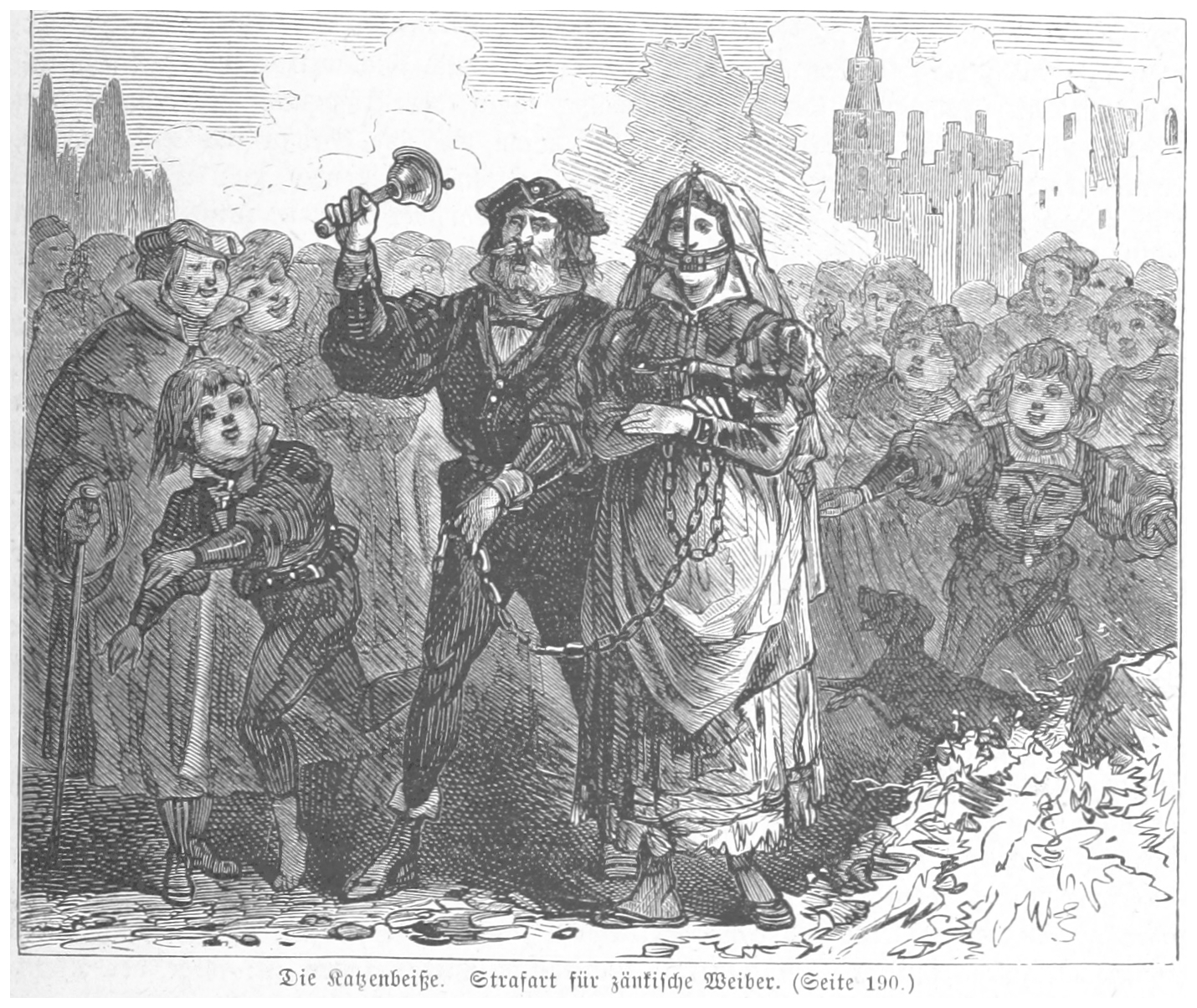
Katzenbeiße war die spöttische Bezeichnung der Maske in Wien

## Scold’s bridle

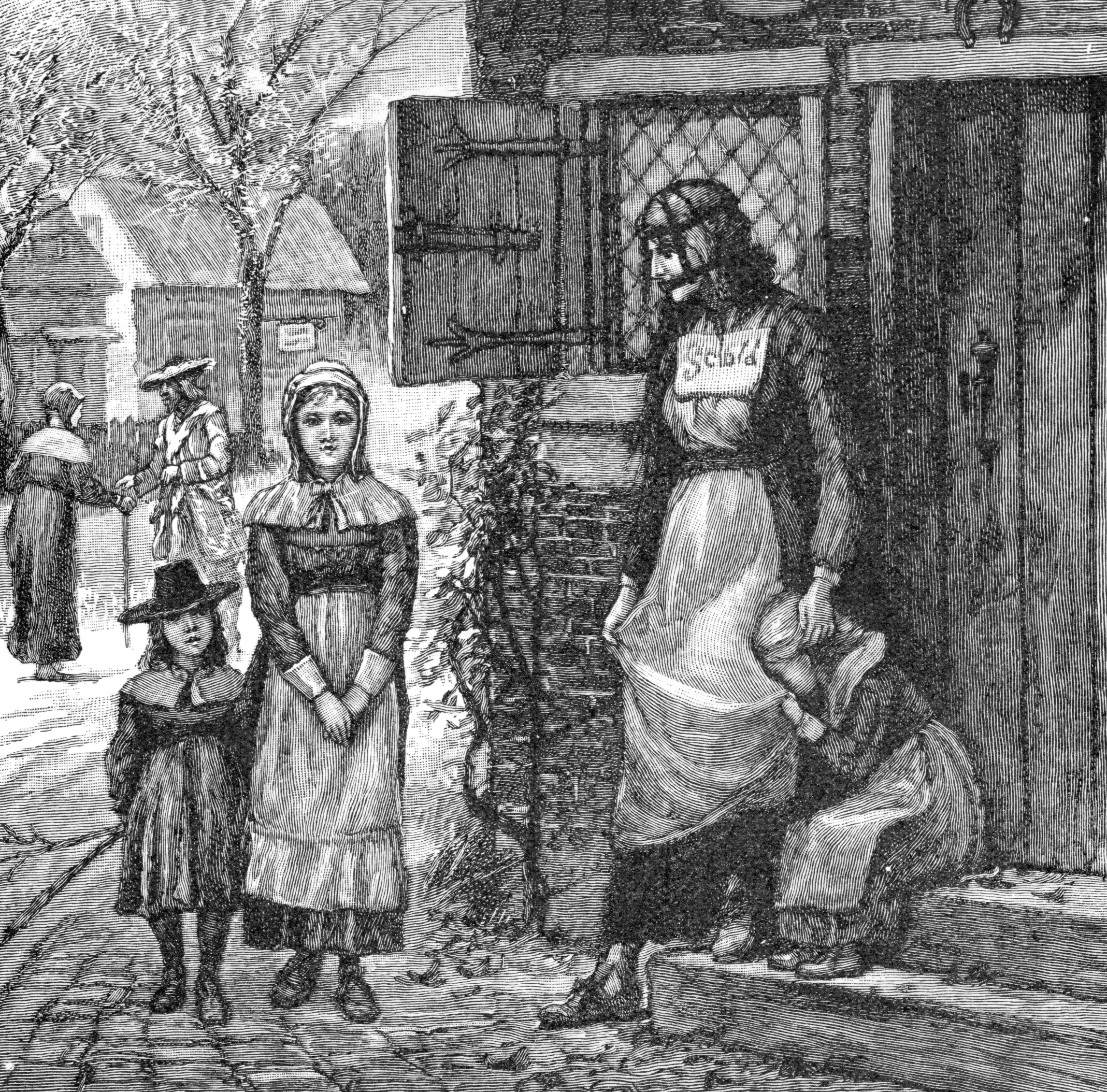
Eine Frau mit Scold’s bridle in Neu-England

Als scold’s bridle (etwa Plappermauls Zaumzeug) oder branks wurde ein ähnliches Gerät bezeichnet, welches in Schottland und England des 17. Jahrhunderts als Bestrafung von Frauen benutzt wurde, die als tratschende oder nörgelnde Ehefrauen galten oder andere unerwünschte Verhaltensweisen zeigten. Das Zaumzeug aus Stahl wurde der Bestraften um den Kopf gelegt und ein Mundknebel mit einer dornenbestückten Metallplatte hielt ihre Zunge „im Zaum“.